# Idols (album)
Idols è il quarto album in studio del cantante britannico Yungblud, pubblicato il 20 giugno 2025.

## Tracce
1. Hello Heaven, Hello – 9:07
2. Idols Pt. I – 3:36
3. Lovesick Lullaby – 2:56
4. Zombie – 4:07
5. The Greatest Parade – 3:56
6. Change – 3:29
7. Monday Murder – 2:55
8. Ghosts – 6:27
9. Fire – 2:33
10. War – 3:51
11. Idols Pt. II – 1:42
12. Supermoon – 3:13